# Nieuwe Amstelstraat
De Nieuwe Amstelstraat is een straat in Amsterdam die het Waterlooplein verbindt met het Jonas Daniël Meijerplein.
De straat ligt in het verlengde van de Amstelstraat en heet (net zoals alle andere straten en grachten die doorlopen op de oostoever van de Amstel) derhalve de Nieuwe Amstelstraat. Zijstraten zijn de Turfsteeg en het A.S. Onderwijzerhof.

## Joodse buurt
Beeldbepalend in de Nieuwe Amstelstraat zijn de voormalige Hoogduitse synagogen die tegenwoordig, samengevoegd, het Joods Museum vormen. De straat was tot de Tweede Wereldoorlog het spiritueel hart van de Jodenbuurt rond het Waterlooplein.

## Tram 9

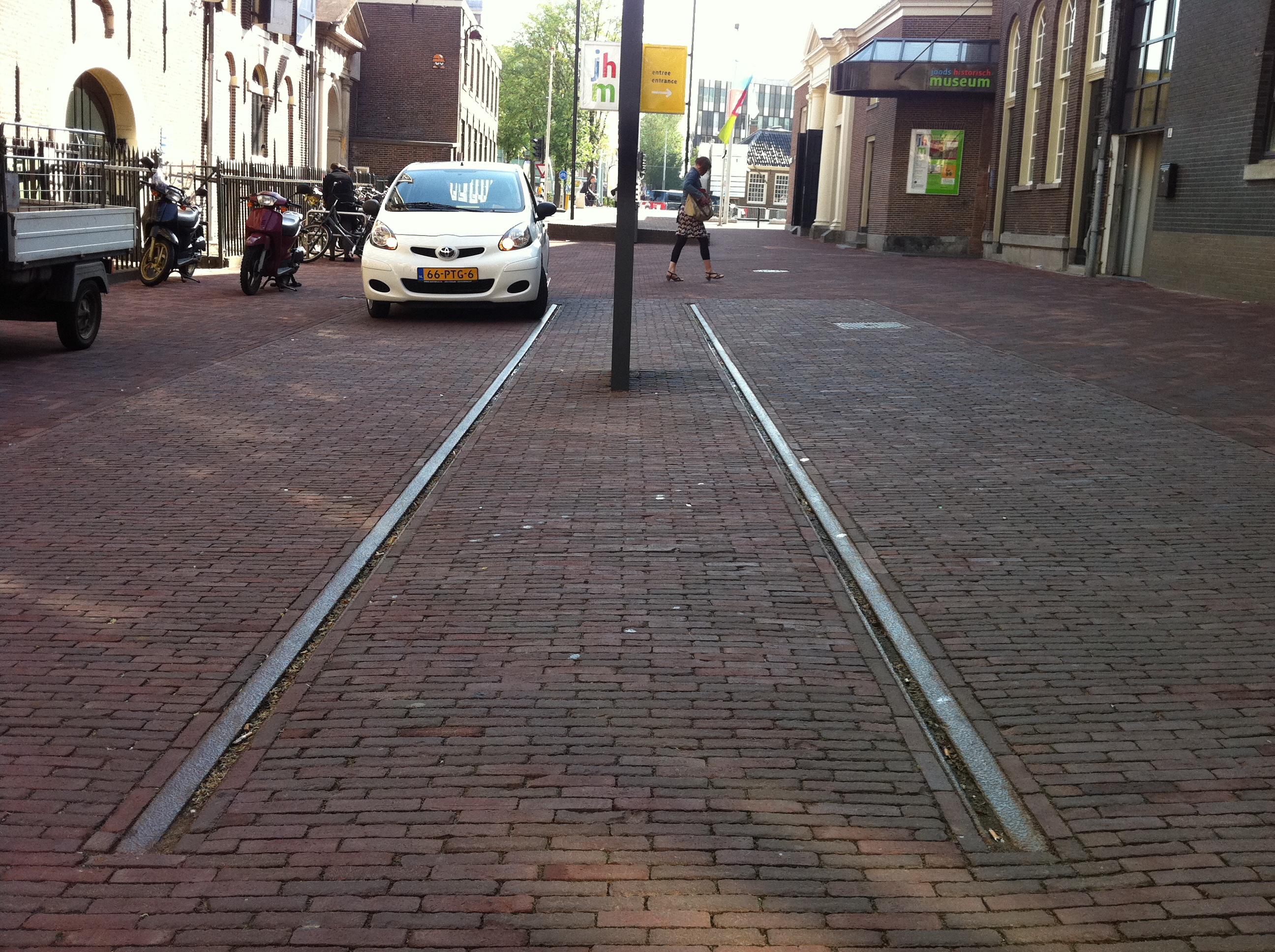
Oude tramrails in de Nieuwe Amstelstraat

Tot 1967 reed tramlijn 9 richting Watergraafsmeer door de Nieuwe Amstelstraat. In dat jaar ontstond ruimte op het Waterlooplein en werd het traject door de Nieuwe Amstelstraat verlaten door voortaan in beide richtingen via het plein te rijden. Ter herinnering aan deze tramgeschiedenis is voor het Joods Historisch Museum nog een (niet-origineel) stuk tramspoor in de bestrating verwerkt. Hierover is voortdurend enige discussie. Veel bezoekers van het Joods Historisch Museum veronderstellen dat het verwijst naar de Holocaust en de deportatie van de Joodse bevolking uit Nederland tijdens de Duitse bezetting in de periode 1940-1945. Deze deportatie vond vrijwel geheel over het spoor plaats. Die Joodse bevolking werd echter eerst naar de Joodsche Schouwburg aan de Plantage Middenlaan overgebracht. De (goederen)treinen vertrokken vanaf de Plantage Doklaan, enkele honderden meters daarvandaan.

## Sloop en nieuwbouw

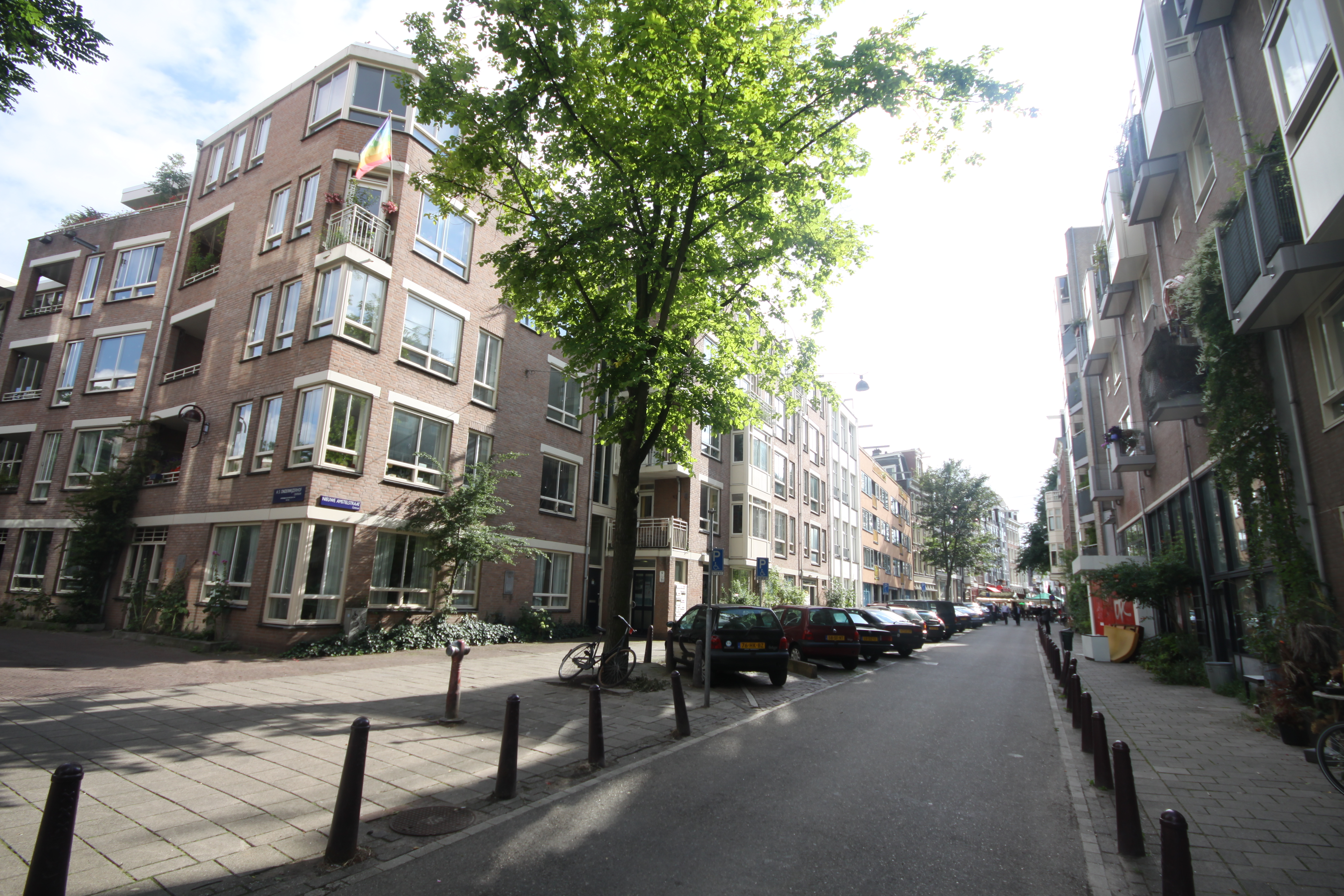
De nieuwe Amstelstraat, gezien van het Joods Museum in de richting van de Blauwbrug, augustus 2010

In de jaren zeventig van de 20e eeuw zijn veel panden aan de Nieuwe Amstelstraat gesloopt voor de bouw van metrostation Waterlooplein aan de Oostlijn, dat in 1980 werd geopend. Na de nodige politieke en maatschappelijke ophef werd er een groot complex gebouwd met sociale huurwoningen, dat De Halve Wereld is gaan heten. In 1985 is dit opgeleverd.